# Sancho IV de Vasconia
Sancho IV Garcés (vasco: Antzo Gartzia, Gascon: Sans Gassia, francés: Sanche; muerto en 950 o 955) fue duque de Vasconia desde 920 o 930 hasta su muerte en 950 o 955. Durante su mandato, Gasconia se redujo considerablemente ya que sus hermanos heredaron importantes regiones y el de facto y quizás de jure ducado independiente pasó a ser históricamente irrelevante. 
Es mencionado en el cartulario de Auch, como hijo de García Sánchez, y en el Códice de Roda, que le menciona como heredero de Vasconia. A la muerte de su padre, heredó el ducado, que incluía los vizcondados de Lomagen, Gavarret, Tursan, y Bruillois. Sus hermanos más jóvenes, Guillermo y Arnold, heredaron Fézensac (incluyendo Armagnac) y Astarac respectivamente con el título condal.
En 932, Flodoardo recuerda que los hermanos Ermengol de Rouergue y Ramón Ponce de Tolosa, príncipes de Gotia, llevaron con ellos a un "Lupus Aznar Vasco" para prestar homenaje a Raúl de Francia. Lewis considera que este "Vasco" era el duque de Gasconia y le llama "Sánchez." Este duque sería Sancho.
Sancho tuvo dos hijos ilegítimos, Sancho, que le sucedería posteriormente, y Guillermo, que sucedería a su hermano, muerto sin hijos. Un tercer hijo fue Gombald, un notorio obispo, que controlaba varias sedes en Gasconia de forma unificada hasta ser nombrado titular de la arquidiócesis de Burdeos. Un cuarto hijo Udalrich o Odulric está atestiguado en diplomas; probablemente todo era bastardos.